# Nautilus stenomphalus
Nautilus stenomphalus (nomeada, em inglês, white-patch nautilus; na tradução para o português, "náutilo com mancha branca"; baseado em marcações brancas localizadas ao redor do seu
umbílico) é uma espécie de molusco cefalópode nectônico marinho do Indo-Pacífico, pertencente à família Nautilidae e à ordem Nautilida, sendo classificada por G. B. Sowerby II, em 1849, na obra Thesaurus conchyliorum, or monographs of genera of shells. Vol. 2(9). Possui o comprimento máximo de 20 centímetros e seu umbílico é pequeno se comparado ao de outros Nautilus, possuindo reentrância e não apresentando calo de cobertura; possuindo uma concha de cor mais clara que a das outras espécies, mas suas diferenças reais são principalmente nas partes moles do corpo.

## Distribuição geográfica e habitat
Trata-se de uma espécie associada a recifes de coral, habitando uma faixa de águas profundidas na região ocidental do Pacífico central, Austrália (incluindo a Grande Barreira de Coral) e Filipinas.